# David Montgomery, 2. Viscount Montgomery of Alamein

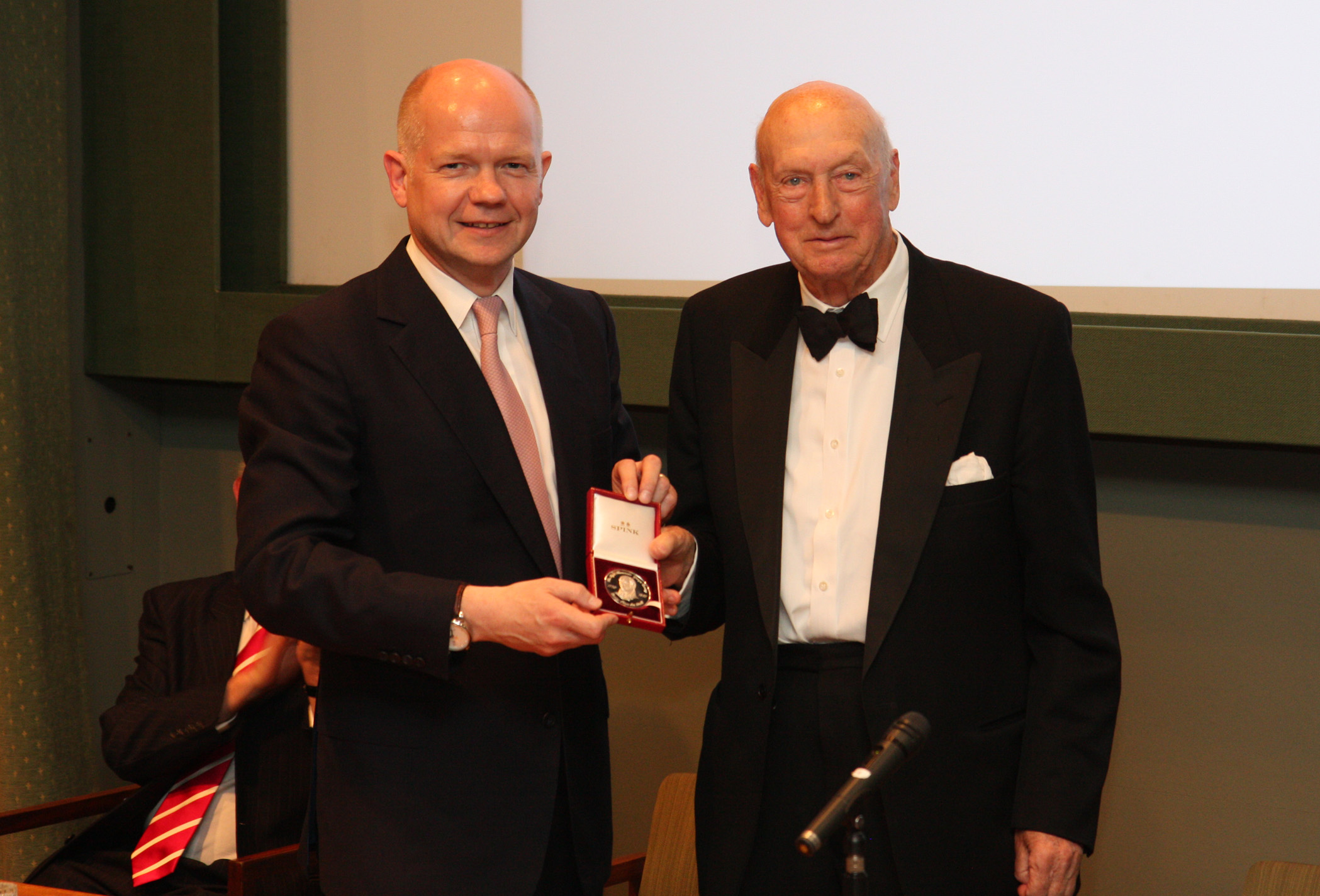
David Bernard Montgomery (rechts), 2013

David Bernard Montgomery, 2. Viscount Montgomery of Alamein CMG, CBE (* 18. August 1928; † 8. Januar 2020) war ein britischer Peer, Politiker, zeitweise der Conservative Party, und Geschäftsmann.

## Leben
Montgomery war das einzige Kind des bedeutenden Feldmarschalls aus dem Zweiten Weltkrieg, Bernard Montgomery, 1. Viscount Montgomery of Alamein, aus dessen Ehe mit Elizabeth Hobart. Er besuchte das Winchester College und absolvierte einen Abschluss in Ingenieurwissenschaften am Trinity College, Cambridge. Er leistete Militärdienst und wurde Lieutenant des Royal Tank Regiment der British Army.
Er trat ins Geschäftsleben ein, arbeitete für Yardley of London (Direktor von 1963 bis 1974) und verschiedene andere Unternehmen, wobei er enge Bindungen mit Lateinamerika entwickelte. Er war Schirmherr (Patron) und Vorsitzender (Chairman) von verschiedenen anglo-lateinamerikanischen Organisationen, darunter der Anglo-Argentine Society (von 1976 bis 1987), Canning House und dem Hispanic and Luso Brazilian Council. Bei der Gesellschaft Canning House war Montgomery von 1978 bis 1980 Vorstand (Chair) und von 1987 bis 1994 Präsident.
Von 1974 bis 1978 war er Councillor beim Royal Borough of Kensington and Chelsea. Bei der British Industrial Exhibition war er 1974 (Sao Paulo), 1977 (Caracas) und 1978 (Mexiko) Präsident. Von 1980 bis 1982 war er Vorsitzender der brasilianischen Handelskammer in Großbritannien, seit 1983 ist er Vizepräsident (Vice-President). Von 1982 bis 1999 war er Präsident der Restaurateurs Association of Great Britain und von 1985 bis 2003 beim Centre for International Briefing, Farnham Castle. Von 1994 bis 2006 war Montgomery Präsident der Anglo-Belgian Society und von 2001 bis 2006 bei der Cambridge University Engineers Association.
Gelegentlich hielt er Vorträge bei D-Day Tours, die vom US National War Museum veranstaltet werden. Er war Berater (Consultant) der Du Maurier Productions.
Von 1991 bis 2002 war er Vorsitzender des Baring Puma Fund. Von 1974 bis 1994 gehörte er dem Beirat (Editorial Advisory Board) von Vision Interamericana an. Von 1974 bis 2000 war er Managing Director der Terimar Services Ltd. Er war von 1974 bis 1978 Kanzler (Chancellor) der RBC&K Von 1980 bis 1982 war er bei Antofagasta (Chile) und Bolivia Railway Co. Von 1992 bis 1994 war er Vorsitzender der European Atlantic Group, wo er von 1994 bis 1997 Präsident war.
Von 1977 bis 1993 war er Non-Executive Director von Korn/Ferry International und von 1980 bis 1987 von Northern Engineering Industries. Von 1980 bis 1994 war Montgomery Schirmherr der D-Day and Normandy Fellowship, von 1984 bis 2002 bei der Eighth Army Veterans Association, von 1990 bis 1999 bei der Restaurateurs Association of GB, dort war er von 1982 bis 1990 Präsident, und Redgrave Theatre Farnham von 1978 bis 1990.

## Mitgliedschaft im House of Lords
Montgomery erbte beim Tod seines Vaters 1976 dessen Adelstitel als 2. Viscount Montgomery of Alamein und den damals damit verbundenen Sitz im House of Lords. Seine Antrittsrede hielt er am 1. Dezember 1976. Als Themen von politischem Interesse nannte er auf der Webseite des Oberhauses Verbraucherangelegenheiten. Als Staaten von Interesse nannte er die Staaten Lateinamerikas.
Im House of Lords gehörte er zunächst der Fraktion der Conservative Party an. Er verlor seinen Sitz durch den House of Lords Act 1999. Durch die Nachwahl, die auf den Tod von Cherry Drummond, 16. Baroness Strange, 2005 folgte, kehrte er als Crossbencher zurück. Am 28. Juni 2005 sprach er den Eid. Von 2007 bis 2012 war er Vorsitzender der House of Lords London Group. Am 23. Juli 2015 trat Montgomery gemäß den Regelungen des House of Lords Reform Act 2014 freiwillig in den Ruhestand und schied aus dem House of Lords aus.

## Internationale Karriere
Von 1987 bis 1999 und erneut seit 2008 war er Mitglied des Executive Committee der IPU British Group. Von 1992 bis 1999 war er Delegierter bei der parlamentarischen Versammlung der Organisation für Sicherheit und Zusammenarbeit in Europa.

## Ehrungen
Er wurde 1975 als Commander des Order of the British Empire (CBE) und 2000 als Companion des Order of St Michael and St George (CMG) ausgezeichnet. Er erhielt auch Auszeichnungen aus Deutschland, Belgien, Spanien, Chile, Argentinien, Brasilien, Mexiko, Venezuela und Kolumbien.
Montgomery war Liveryman der Worshipful Company of Mercers. 1989 wurde er Großoffizier des Orden Bernardo O’Higgins in Chile. In Argentinien zeichnete man ihn 1992 als Großoffizier des Ordens des Befreiers San Martin aus. Im folgenden Jahr wurde er Großoffizier des Ordens vom Kreuz des Südens in Brasilien und des Orden de Isabel la Católica in Spanien, sowie des Großen Bundesverdienstkreuzes (22. Juli 1993). 1994 wurde er in Mexiko mit dem Komturkreuz des Orden del Aguila Azteca geehrt. Montgomery wurde 1997 Komtur des Ordens Leopolds II. in Belgien. In Kolumbien erhielt er 1998 das Großkreuz des Orden de San Carlos und wurde 1999 Großoffizier des Orden del Libertador in Venezuela.

## Autor
Montgomery schrieb mit Alistair Horne 1994 The Lonely Leader: Monty 1944–45 ein Buch über seinen Vater, welches sowohl sein früheres Leben als auch das seines Vaters dokumentiert.

## Familie
Montgomery heiratete am 27. Februar 1953 Mary Connell. Sie ließen sich 1967 scheiden und hatten einen Sohn und eine Tochter. Er heiratete 1970 in zweiter Ehe Tessa Browning, Tochter von Dame Daphne du Maurier und Lieutenant-General Sir Frederick Browning, einem engen Kollegen seines Vaters.
Mit seinem Tod fiel der Titel an seinen Sohn Henry David Montgomery (* 1954) als 3. Viscount.

## Veröffentlichungen
- The Lonely Leader - Monty 1944–45. Macmillan, 1994, ISBN 978-0333587089 (mit Alistair Horne).